# Wasserkunst von Toledo

Darstellung der Wasserkunst von Toledo aus dem 17. Jahrhundert

Die Wasserkunst von Toledo war eine im 16. Jahrhundert erbaute Anlage, die der Wasserversorgung der Stadt Toledo und des Alcázars diente.

## Ausgangssituation
Die Wasserkunst war eine Konstruktion des seinerzeit berühmten Ingenieurs Juanelo Turriano, der noch während der Regierungszeit Karls V. den Auftrag erhielt, eine Vorrichtung zu konstruieren, die Wasser aus dem Tajo in die Stadt zu bringen imstande war. Die für ihre Schwerter und Stahlerzeugnisse berühmten Schmieden Toledos benötigten dringend Wasser für die Produktion, doch da der alte römische Aquädukt zerstört war, musste das Tajowasser auf höchst ineffiziente Weise auf dem Rücken von Mauleseln bergauf in die Stadt transportiert werden. Turrianos Aufgabe bestand darin, eine mechanische Lösung des Versorgungsproblems zu finden.

## Bau der Wasserkunst
Der Bau der Anlage zog sich über einen langen Zeitraum hin und wurde durch Hindernisse wie die Abdankung von Turrianos Förderer Karl V. im Jahre 1556 erschwert. Sein Nachfolger Philipp II. war an technischen Fragen weniger interessiert als Karl, wodurch das Projekt zwischenzeitlich zum Stillstand kam. 1565 jedoch erlangte Turriano wieder die Kontrolle über den Bau und die Arbeiten wurden zu Ende geführt. Es ist nicht genau bekannt, wann die Wasserkunst in Betrieb genommen wurde; doch im Jahre 1568 war sie im Einsatz und brachte täglich etwa 12.400 Liter Wasser in die Stadt.

## Die Anlage
Die fertiggestellte Wasserkunst war ein komplexer Mechanismus, der in der Lage war, das Wasser des Flusses über einen Höhenunterschied von 90 Metern und eine Strecke von 600 Metern zu transportieren. Ein unterschlächtiges Wasserrad, das zugleich als Schöpfrad diente, beförderte Wasser aus dem Fluss in einen höher gelegenen Tank. Zugleich trieb das Wasserrad über ein exakt konstruiertes Gestänge eine Reihe von Heberinnen an, deren erste Wasser aus dem Tank schöpfte. Jede dieser Rinnen wurde angehoben und entleerte das mitgeführte Wasser in die nächsthöhere Rinne, die nun ihrerseits durch das Stangenwerk angehoben wurde. Stufenweise wurde das Wasser so bergauf transportiert, bis es in die Stadt gelangte und dort über Leitungen weiterverteilt wurde.

## Betrieb
Obgleich die Schmiede von Toledo den Bau angeregt und Turriano großzügige Bezahlung in Höhe von 1900 Dukaten jährlich zugesichert hatten, wenn er erfolgreich für ihre Wasserversorgung sorgte, stellten sie nach fünf Jahren die Zahlungen ein, obwohl die Wasserkunst einwandfrei funktionierte. Zur Begründung gaben sie an, dass der Alcázar weitaus mehr Wasser bezog als sie und dass sie sich daher auch nicht verpflichtet sahen, dem Ingenieur den vereinbarten Lohn zu zahlen. Als Konsequenz übernahm König Philipp die Betriebskosten der Anlage und ließ den Schmieden die weitere Wasserversorgung sperren.
Nach Turrianos Tod übernahm zunächst sein Enkel die Wartung der Anlage; als auch dieser verstorben war, fand sich niemand mehr, der den aufwendigen Mechanismus instand halten konnte. Dennoch versah die Wasserkunst von Toledo noch weitere Jahre ihren Dienst, bis sie 1639 schließlich irreparabel defekt war. Die Anlage wurde stillgelegt und zerfiel. Sie war mindestens 71 Jahre in Betrieb.

## Rekonstruktion

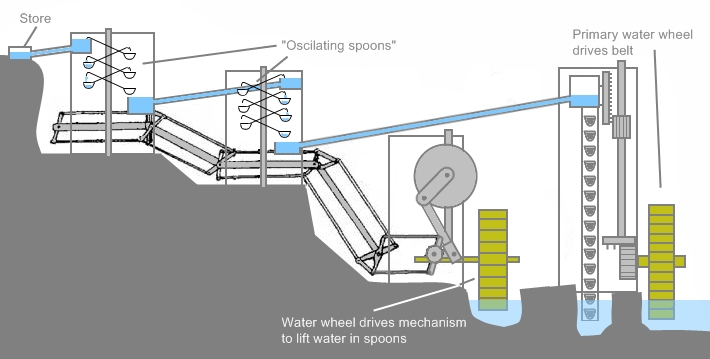
Rekonstruktion der Wasserkunst von Toledo nach Ladislao Reti

Von der Wasserkunst von Toledo sind keine Konstruktionszeichnungen oder technisch verlässliche Beschreibungen erhalten; alle zeitgenössischen Darstellungen sind irreführend und ungenau. Aus den zur Verfügung stehenden Materialien versuchte der Wissenschaftshistoriker Ladislao Reti (1901–1973) die Anlage zu rekonstruieren. Die nebenstehende Illustration zeigt das Ergebnis seiner Arbeit.